# Mamdouh Adwan
Mamdouh Adwan (* 23. November 1941 in Qiroun bei Masyaf in Syrien; † 19. Dezember 2004) war ein syrischer Lyriker, Theaterautor, Autor von Fernsehserien und Übersetzer. Er wurde vor allem in den arabischsprachigen Ländern durch seine Lyrik und Romane, aber auch für seine Texte für das Theater und Fernsehen sowie als Verfasser literarischer Artikel und Übersetzer aus dem Englischen bekannt. In deutscher Übersetzung produzierte der Rundfunk der DDR 1977 und 1988 zwei seiner Texte als Hörspiele. Seine Schriften zählen zu den bekanntesten Werken der zeitgenössischen syrischen Literatur.

## Leben und Wirken
Nach der Schulzeit in Masyaf studierte Adwan Anglistik an der Universität Damaskus und machte dort 1966 seinen Abschluss. Er schrieb bereits seit seiner Studienzeit für syrische und arabische Zeitschriften, unter anderem für die Zeitung Al-Thawra in Damaskus. Seine Tätigkeit als Journalist erstreckte sich über 30 Jahre. Ab 1992 unterrichtete er auch Theaterwissenschaften am Höheren Institut für Theater in Damaskus. Er war mit Ilham Abdel Latif verheiratet. Das Ehepaar hatte zwei Kinder, Ziad und Marwan.
Sein Schreibstil zeichnet sich durch seine Flüssigkeit aus, seine Sprache ist einfach und nah an den Lesern. Seine literarische Laufbahn begann er als Lyriker. 1964 wurden seine Gedichte in der libanesischen Zeitschrift Al-Adab gedruckt. Weitere Gedichte wurden in zwei Anthologien ab 1981 veröffentlicht. Seinen ersten Erfolg als Lyriker hatte er 1969, als er in Bagdad ein Gedicht rezitierte. Im Publikum waren auch die Dichter Al-Jawahiri und Nizar Qabbani. Sein erstes Theaterstück war Die Arbeit  1965. Sein erster Gedichtband Der grüne Schatten (al-Dhul al-Akhdhar) erschien 1967. Mehrere seiner Werke wurden in andere Sprachen übersetzt.
Adwan gilt als der Erste, der in Syrien ein Monodrama schrieb. Dieses trug den Titel Der Lauf der Welt und wurde 1988 in der Übersetzung durch Regina Karachouli unter der Regie von Helmut Hellstorff als Hörspiel im Rundfunk der DDR gesendet. Darauf folgten Die Auferstehung und Der Aasfresser in der zweiten Hälfte der achtziger Jahre. In seinen Stücken setzte er sich mit aktuellen gesellschaftlichen Themen wie Armut und Korruption auseinander. Adwan verfasste 26 Theaterstücke sowie Drehbücher für zahlreiche Fernsehserien.
Er veröffentlichte mehr als fünfzig Bücher, von denen viele immer wieder neu gedruckt und veröffentlicht wurden. Einige davon dienten auch nach seinem Tod als Drehbücher für syrische Fernsehserien. Daneben übersetzte er 23 Bücher aus dem Englischen, darunter Homers Ilias und die Odyssee, Rechenschaft vor El Greco von Nikos Kazantzakis sowie eine Biografie von George Orwell ins Arabische.
In Anerkennung seiner Beiträge zur arabischen Literatur gewann er eine Reihe von kulturellen und literarischen Preisen. Die britische Zeitschrift für arabische Literatur Banipal veröffentlichte 2004 ein Profil des Literaturkritikers Faisal Darraj über Adwan mit dem Titel „Mamdouh Adwan und die Freiheit des produktiven Schöpfers.“ In der Ausgabe vom Sommer 2008 derselben Zeitschrift mit dem Schwerpunkt zeitgenössische syrische Literatur wurden ausgewählte Gedichte von Adwan in der Übersetzung ins Englische durch Sinan Antoon veröffentlicht. Daneben erschien sein Werk The old man and the land 1971 in Damaskus ebenfalls auf Englisch. In der Anthologie Zwischen Zauber und Zeichen: moderne arabische Lyrik von 1945 bis heute. erschien Adwans Prosagedicht Laila und der Wolf  in der Übersetzung von Suleman Taufik.
Im Jahr 2006 wurde sein Theaterstück Die Maske/The Mask am Arab-Hebrew Theatre in Jaffa in der Übersetzung ins Hebräische durch Varda Fish und in der Regie von Norman Issa von zwei israelischen Schauspielerinnen aufgeführt. In Gedenken an sein Werk wurde 2005 in Damaskus der Mamdouh-Adwan-Verlag gegründet. Dieser Verlag publizierte mehr als 250 Titel, darunter Lyrik, Theaterstücke, Geistes- und Literaturwissenschaft, Kurzgeschichten und Romane von Schriftstellern aus verschiedenen arabischen Ländern sowie Übersetzungen aus dem Englischen, Französischen, Spanischen, Schwedischen und Deutschen. Ende 2021 übersiedelte der Verlag in die Vereinigten Arabischen Emirate.

## Ausgewählte Werke
(Alle arabischen Originaltitel in deutscher Übersetzung mit Erscheinungsort und -jahr)
- Die Arbeit, ein poetisches Theaterstück, Damaskus 1967.
- Der grüne Schatten, Lyrik, Damaskus 1967.
- Der Amputierte, Erzählungen, Damaskus 1970.
- Die Welle müder Hände, Lyrik, Damaskus 1970.
- Gericht über den Mann, der nicht gekämpft hat, Theaterstück, Bagdad 1970.
- Blut klopft an die Fenster, Lyrik, Beirut 1974.
- Ich akzeptiere die unmögliche Zeit, Lyrik, 1974.
- Meine Mutter jagt ihren Mörder, Lyrik, Beirut 1977.
- Sie machen es mit Fanfaren, Lyrik, Damaskus 1977.
- Nacht der Sklaven, Theaterstück, Damaskus 1977.
- Hamlet erwacht spät, Theaterstück, Damaskus 1977.
- Don Quijote. Theaterstück, 1979.
- Die Geschichte der Geheimnisse und die Maske, zwei Stücke, Damaskus 1992.
- Angst hat alle Zeit, Lyrik, Beirut 1982
- Meine Feinde, Roman, Damaskus 2001

### Hörspiele nach Texten von Mamdouh Adwan auf Deutsch
- Gericht über den Mann, der nicht gekämpft hat, Rundfunk der DDR, 1977.[13]
- Der Lauf der Welt, Rundfunk der DDR, 1988.